# Jakovljev Jak-3
Jakovljev Jak-3 (rusko Яковлев Як-3), je bilo lovsko letalo Sovjetske zveze iz 2. svetovne vojne. Veljalo je za enega najboljših lovcev vojne. Kot eno od najmanjših in najlažjih tedanjih lovskih letal je imelo zaradi visokega razmerja moči in mase odlične sposobnosti.

## Zasnova in razvoj letala
Korenine letala Jak-3 segajo v leto 1941, ko so za nadomestilo letala Jak-1 razvili prototipa I-30 in I-26. Prototip I-30, ki ga je poganjal motor Klimov M-105P, je bil v celoti kovinski. Krili sta bili na zunanji strani dvignjeni navzgor. Kakor Jak-1 je v sredini propelerja imelo 20 mm top ŠVAK in dve 7,62 mm strojnici ŠKAS v nosu. V vsakem krilu je imelo tudi topova ŠVAK. Prvi prototip je imel rebrasti krili za boljše vodenje in sposobnosti na kratkih stezah. Drugi prototip pa je imel zaradi enostavnejše proizvodnje leseni krili brez reber. Drugi prototip se je med preskusnimi poleti uničil in so ga odpisali. Čeprav so hoteli Jak-3 uvesti v proizvodnjo, so pozno jeseni 1941 zaradi pomanjkanja aluminija in pritiska nemške invazije opustili dela na prvem letalu.
Leta 1943 je biro Jakovljeva skonstruiral Jak-1M, ki je bila manjša in lažja izpeljanka Jak-1. Drugi prototip Jak-1M so skonstruirali kasneje tega leta. Razlikoval se je od prvega, saj je imel na sprednjem delu trupa namesto surovega lesa vezani les, radijsko anteno brez droga, reflektorsko merjenje za strojnico, izboljšan oklop in hlajenje motorja. Glavni preskusni pilot Stefanovski je bil nad novim letalom tako navdušen, da je predlagal popolno zamenjavo z letaloma Jak-1 in Jak-7. V nadaljnji proizvodnji naj bi ostal edino Jak-9 z motorjem Klimov VK-107. Novo letalo, označeno kot Jak-3, so začeli uporabljati leta 1944, kasneje kot Jak-9, čeprav je imelo nižjo številko oznake. Naredili so vsega skupaj 4848 letal.
Oznako Jak-3 so uporabljali tudi za druge predlagane projekte Jakovljeva, ki jih niso nikoli izdelali - težki dvomotorni lovec in za letalo Jak-7A.

## Zgodovina delovanja
Lažji in manjši od letala Jak-9, vendar opremljen z istim motorjem, je bil Jak-3 zelo okreten lovec. Prizanašal je slabostim pilota in je bil lahko vodljiv, tako da so ga imeli radi začetniki in izkušeni piloti. Prvi zračni boji so pokazali, da je do višine 5000 m prekašal vse lovce Luftwaffe. Lahko se je kosal z najuspešnejšim tedanjim nemškim lovcem Focke-Wulf Fw 190. Imel je boljši čas zavoja, ki je za polni krog znašal 18,6 s. Dve največji pomanjkljivosti letala sta bili njegov kratek dolet in lahko trganje zalepljene prevleke na vrhu kril pri velikih obremenitvah na poletu. Pnevmatski sistem  za poganjanje pristajalnih koles, zakrilc in zavor, ki je bil v tem času podoben pri vseh lovcih Jakovljeva, je bil manj zanesljiv od hidravličnih ali električnih sistemov, vendar so ga zaradi precejšnjega prihranka na teži raje uporabljali. Prvih 197 letal Jak-3 je bilo oboroženo z enim 20 mm topom ŠVAK in eno 12,7 mm strojnico UBS. Nato so letalom dodali še drugi UBS, ki je z visokoeksplozivnim strelivom dosegel 2,72 kg na sekundo.

## Izpeljanke
Jak-3glavna produkcijska različica
Jak-3 (VK-107A)motor Klimov VK-107A s 1230 kW (1650 KM) in 2× 20 mm topovoma Berezin B-20 s 120 naboji streliva vsak. Po več prototipih različnih konstrukcij so med letoma 1945 in 1946 izdelali 48 v celoti kovinskih produkcijskih letal. Navkljub odličnim lastnostim (720 km/h na višini 5750 m) se je motor VK-107 pregreval, zato so se odločili, da bodo pustili motor za primernejši Jak-9.
Jak-3 (VK-108)Jak-3 (VK-107A) prilagojen z motorjem VK-108 s 1380 kW (1850 KM) in oborožen z enim 23 mm topom Nudelman-Suranov NS-23 s 60 naboji streliva. Letalo je pri preskusih doseglo 745 km/h na višini 6290 m, vendar se je motor preveč segreval. Druga letala Jak-3 so bila opremljena tudi z dvema 20 mm topovoma Berezin B-20 in so dosegla podobne rezultate.
Jak-3Kuničevalec tankov s 45 mm topom Nudelman-Suranov NS-45. Zgradili so le nekaj teh letal, ker je za to orožje bil primernejši Jak-9K
Jak-3Pizdelovan od aprila 1945 do sredine 1946, oborožen s tremi 20 mm topovi Berezin B-20 s 120 naboji za srednji top in 130 naboji za stranska topova. Oborožitev s tremi topovi je bila dejansko lažja za 11 kg od standardne oborožitve Jak-3 in je imela maso 3,52 kg, večjo od večine tedanjih lovcev. Od avgusta 1945 so izdelali vsa letala Jak-3 v izpeljankah Jak-3P. Skupaj so jih izdelali 596.
Jak-3PDprestreznik na velikih višinah z motorjem Klimov VK-105PD in enim 23 mm topom Nudelman-Suranov NS-23 s 60 naboji streliva, je med preskusi dosegel 13.300 m, vendar ga niso začeli serijsko izdelovati zaradi nezanesljivosti motorja.
Jak-3RD (Jak-3D)preskusno letalo z dodatnim raketnim motorjem na tekoče gorivo Gluško RD-1 s 2,9 kN potiska v prilagojenem repu, oborožen z enim 23 mm topom Nudelman-Suranov NS-23 s 60 naboji streliva. 11. maja 1945 je letalo doseglo hitrost 782 km/h na višini 7800 m. Med preskusnim letom 16. avgusta se je letalo iz neznanih vzrokov razletelo in pri tem je umrl preskusni pilot V. L. Rastorgujev. Kot druge projekte letal z mešanimi pogoni tega časa, so ta projekt opustili zaradi prihajajočih turnoreakcijskih motorjev.
Jak-3Trazličica uničevalca tankov, opremljena z enim 37 mm topom Nudelman N-37 s  25 naboji in dvema 20 mm topovoma Berezin B-20S s 100 naboji vsak. Kabino so pomaknili nazaj za 0,4 m za uravnovešenje težjega nosu. Sprememba motorja zaradi nove oborožitve je vodila do resnih problemov s pregrevanjem, tako da razvoj te izpeljanke ni šel dlje od prototipne stopnje.
Jak-3T-57en Jak-3T s 57 mm topom OKB-16-57
Jak-3TKpoganjal ga je motor VK-107A in je imel turbopolnilec izpušnih plinov.
Jak-3UJak-3 opremljen z zvezdastim batnim motorjem Švecov AŠ-82FN s 1380 kW (1850 KM) moči zaradi poskusa povečanja učinkovitosti in izogiba problemov s pregrevanjem motorjev VK-107 in VK-108. Razpon kril so povečali za 20 cm, krila so prestavili naprej za 22 cm in kabino dvignili za 8 cm. Oborožen je bil z dvema 20 mm topovoma Berezin B-20 s 120 naboji na top. Prototip je dosegel hitrost 682 km/h na višini 6000 m. Čeprav je bil uspešen, ga zaradi konca vojne niso začeli serijsko izdelovati.
Jak-3UTIdvosedežna šolska različica, ki je temeljila na izpeljanki Jak-3U. Poganjal jo je zvezdasti batni motor Švecov AŠ-21. Letalo je postalo prototip za šolsko letalo Jak-11.

## Uporabniki
| Francija        | eskadrilja Normandie-Niemen (авиационный полк Нормандия-Неман) (Escadron de chasse 2/30 Normandie-Niemen) |
| Jugoslavija     | Vojno letalstvo in protizračna obramba SFRJ (RV i PVO SFRJ)                                               |
| Poljska         | Vojno letalstvo Poljske ljudske vojske (Lotnictwo Wojska Polskiego)                                       |
| Sovjetska zveza | Vojno letalstvo SZ (Военно-воздушные силы)                                                                |

## Vzdevki
- Убийца - Ubijalec
- Остроносый - Šilasti nos

## Piloti[2]
- Mihail Vasiljevič Avdejev
- Mihail Fjodorovič Batarov
- Viktor Nikolajevič Bujanov
- Aleksej Pavlovič Čirilin
- Boris Nikolajevič Eremin
- Aleksander Eršov
- Ivan Vasiljevič »Skvorec« Fedorov
- Nikolaj Fjodorovič Isajenko
- Viktor pavlovič Ivanov
- Aleksander Ivanovič »Koldun« Koldunov
- Ivan Pavlovič Lavejkin
- Semjon Andrijanovič Lebedjev
- Vladimir Ivanovič Logvinenko
- Sergej Danilovič Luganski
- Ivan Feoktistovič Popov
- Leonid Kirillovič Riži
- Aleksander Petrovič Silantjev
- I. I. Sošnikov
- Ivan Frolovič Šamenkov
- N. P. Trusov
- Arsenij Vasiljevič Vorožejkin
- Georgij Nefedovič Zaharov
- Mihail Mihajlovič Zelenkin